# Brachyunguis stavropolensis
Brachyunguis stavropolensis är en insektsart. Brachyunguis stavropolensis ingår i släktet Brachyunguis och familjen långrörsbladlöss. Inga underarter finns listade i Catalogue of Life.